# Expedició de Narváez

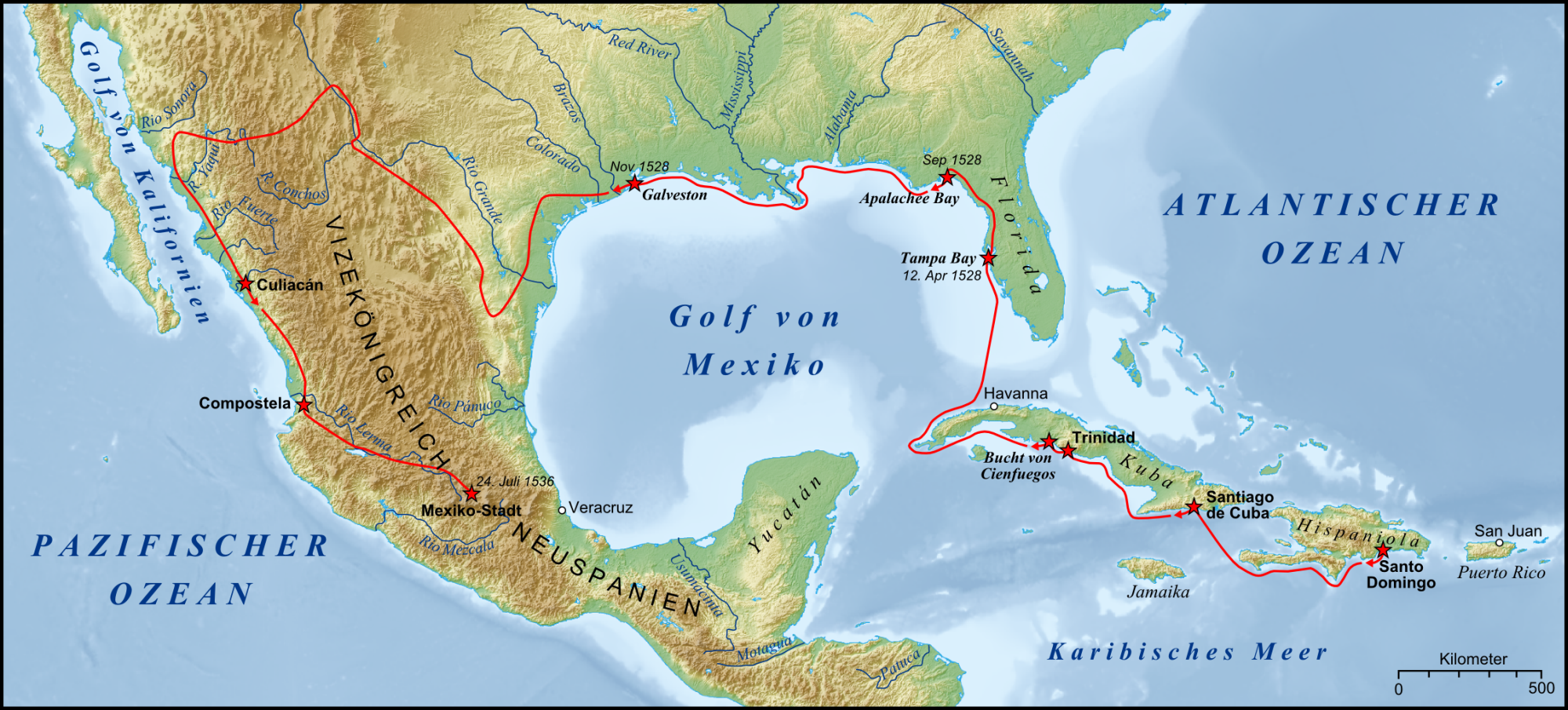
Des de Galveston el novembre de 1528, Cabeza de Vaca, Alonso del Castillo Maldonado, Andrés Dorantes de Carranza i Estebanico viatjaren durant vuit anys travessant a peu tot el sud-oest dels actuals Estats Units, acompanyats pels indis fins a arribar a l'actual Ciutat de Mèxic el 1536.

L'expedició de Narváez fou un intent espanyol de colonitzar la Florida espanyola que tingué lloc entre 1527 i 1528. Va ser dirigida per Pánfilo de Narváez, que va ser designat com a adelantado.
Inicialment es va preveure una tripulació composta per 600 homes, incloent-hi espanyols, portuguesos i italians. Fent escala a l'Hispaniola i Cuba de camí cap a la Florida, l'expedició es va veure afectada per un huracà i diverses tempestes. Després de fer terra prop de la badia de Tampa, van ser atacats per indis americans i es van veure afectats per la mala alimentació i les malalties. El setembre de 1528, arran d'un intent de navegar des de la Florida fins a Mèxic, només 80 homes van sobreviure després de ser escombrats per un temporal fins a l'illa de Galveston, a l'actual estat de Texas. En els següents anys van anar morint quasi tots els homes, fins que finalment sols van sobreviure'n quatre.
Els quatre supervivents, Álvar Núñez Cabeza de Vaca, Alonso del Castillo Maldonado, Andrés Dorantes de Carranza i el seu esclau moro Estebanico van arribar finalment el 1536 a l'actual Ciutat de Mèxic. Després de tornar a Espanya, Cabeza de Vaca va destacar per recollir en el llibre La Relación tots els fets succeïts durant l'expedició i que fou publicat el 1542 (en edicions posteriors fou reanomenat Naufragios).

## Espanya
L'11 de desembre de 1526, Carles V, va concedir a Pánfilo de Narváez una llicència per reclamar el que actualment és la costa del golf de Mèxic dels Estats Units. El contracte li donava un any per reunir un exèrcit, sortir d'Espanya, fundar un mínim de dues ciutats amb un mínim de 100 habitants cadascuna i dues fortaleses, amb guarnició, en qualsevol lloc de la costa.
Narváez va assegurar el finançament de l'expedició. Va reclutar els inversors amb la promesa que trobarien riqueses comparables a les trobades per Hernán Cortés. També recupera molts dels deutes contrets amb ell, emprant aquells diners per pagar moltes de les despeses de l'expedició.
Álvar Núñez Cabeza de Vaca fou nomenat tresorer i segon en el comandament, alhora que exercia com a fidel servidor del rei, ja que havia d'assegurar-se que la Corona rebia el 5% de tota la riquesa adquirida durant l'expedició. Altres membres de l'expedició eren Alonso de Solís com a reial inspector de mines, l'auditor Alonso Enríquez, un príncep asteca anomenat Don Pedro i un contingent de franciscans i sacerdots encapçalats pel Pare Juan Suárez (a vegades escrit "Xuárez"). La majoria dels 600 homes eren soldats, principalment homes d'Espanya i Portugal, incloent-hi alguns d'ascendència africana barrejada, i 22 d'Itàlia.
El 17 de juny de 1527 l'expedició va salpar de Sanlúcar de Barrameda, a la desembocadura del riu Guadalquivir. Entre la tripulació hi havia uns 450 soldats, oficials i esclaus. Els altres 150 eren mariners, dones (els homes casats no podien viatjar sense les dones a les Índies), i servents.
La primera parada del viatge fou a les illes Canàries, després d'una setmana de viatge i uns 850 milles recorregudes per l'Atlàntic. Allà l'expedició es va abastir d'aigua, vi, llenya, carn i fruita.

## La Hispaniola i Cuba
Van arribar a Santo Domingo l'agost de 1527. Durant l'estada un centenar d'homes van desertar. Un dels motius podria ser que la tripulació escoltés la història sobre el recent retorn d'una expedició dirigida per Lucas Vázquez de Ayllón, en la que 450 dels 600 homes van morir. L'expedició es va aturar Santo Domingo per comprar cavalls, així com dos petits vaixells per explorar la costa. Tot i que Narváez sols va poder comprar un petit vaixell, va decidir fer-se a la mar novament.
Van arribar a Santiago a finals de setembre. A mesura Narváez i la seva família es van adaptar a Cuba, van establir molts contactes a través dels quals podia recollir més subministraments, cavalls i homes. Després de reunir-se amb el seu ric amic Vasco Porcall, Narváez va enviar part de la flota a Trinidad per recollir els cavalls i altres subministraments del seu amic.
Narváez va posar Cabeza de Vaca i un capità anomenat Pantoja al capdavant de les dues naus enviades a Trinidad, mentre prenia les altres quatre naus cap al golf de Guacanayabo. Al voltant del 30 d'octubre els dos vaixells van arribar a Trinidad per recollir els subministraments. Poc després es veieren afectats per un huracà, que provocà l'enfonsament dels dos vaixells, la mort de 60 homes i una cinquena part dels cavalls i que tots els nous subministraments aconseguits a Trinidad es perdessin.
Reconeixent la necessitat de reagrupar-se, Narváez va enviar els quatre vaixells restants a Cienfuegos sota el comandament de Cabeza de Vaca. Narváez es va quedar a terra per tal de reclutar homes i adquirir més vaixells. Després de gairebé quatre mesos, el 20 de febrer de 1528, va arribar a Cienfuegos amb una de les dues noves naus i uns pocs homes més. L'altra nau fou enviada a l'Havana. En aquest moment l'expedició comptava amb uns 400 homes i 80 cavalls. La hivernada va fer disminuir els subministraments, cosa que els ver plantejar reposar-los a l'Havana de camí cap a la costa de la Florida.
Un dels nous homes de Narváez fou el pilot mestre anomenat Miruelo, que afirmava tenir un gran coneixement de la costa del Golf, però tan sols dos dies després de salpar de Cienfuegos, tots els vaixells de la flota havien encallat als bancs de sorra de l'Arxipèlag dels Canarreos, davant les costes de Cuba. No fou fins a l'arribada d'una gran tempesta quan els vaixells pogueren alliberar-se després d'estar atrapats dues o tres setmanes.
Després de superar noves tempestes, l'expedició va superar la punta occidental de Cuba i es va obrir camí cap a l'Havana. Estant encara propers a la costa, el vent els va empènyer cap al golf de Mèxic fent impossible el viatge cap a l'Havana. Narváez va decidir seguir endavant amb el viatge i els plans de colonització. El següent mes el van passar tractant d'arribar a les costes mexicanes, però fou impossible superar la poderosa Corrent del Golf.

## Arribada a la Florida

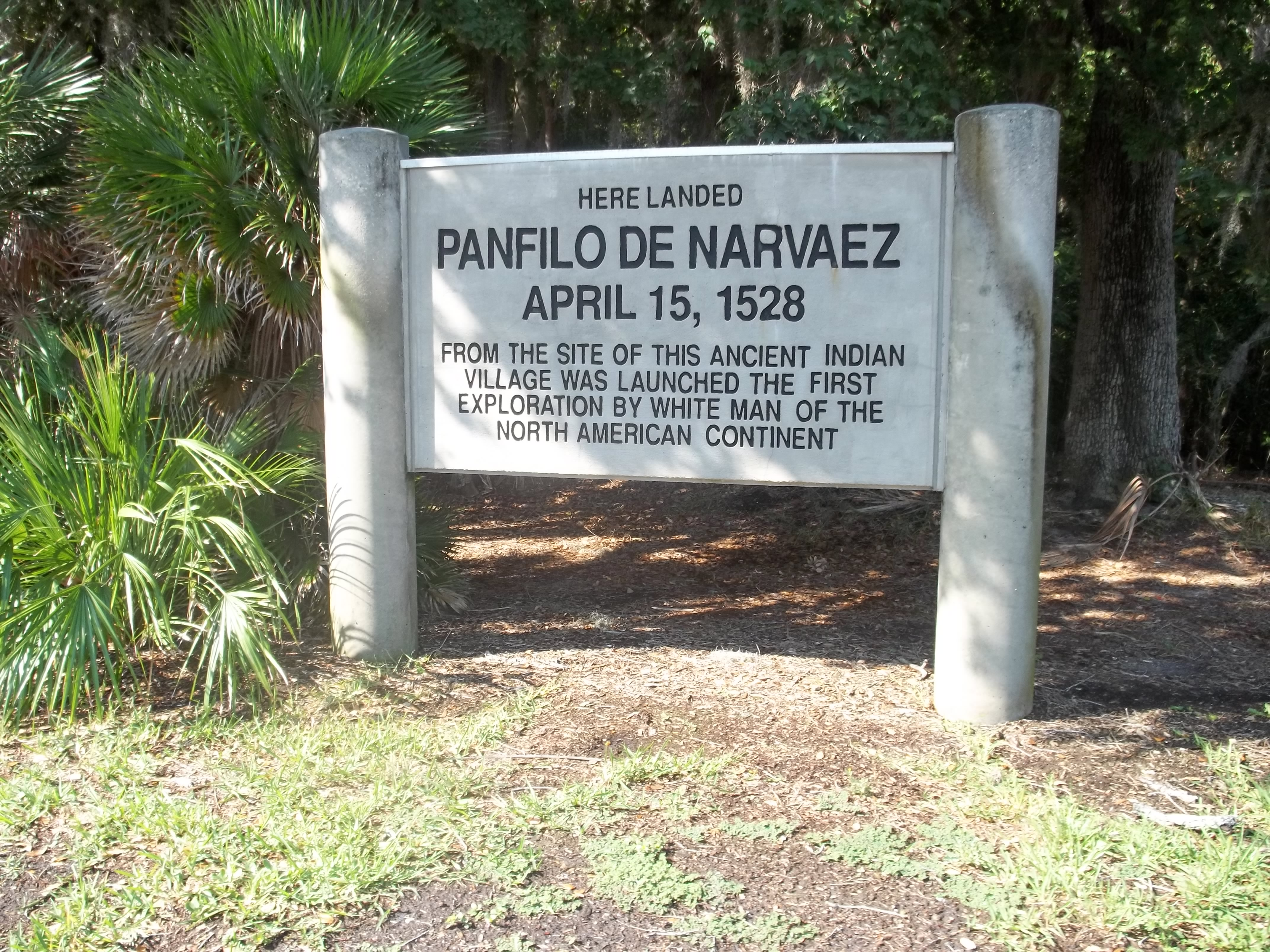
Rètol indicant el Jungle Prada Site.

El 12 d'abril de 1528, van veure terra al nord del que avui és la badia de Tampa. Van girar cap al sud i durant dos dies van viatjar a la recerca d'un gran port que el pilot principal Miruelo coneixia. Durant aquells dos dies un dels cinc vaixells es van perdre. Finalment, després de detectar una badia poc profunda, Narváez va ordenar entrar-hi: era la badia Boca Ciega Bay, al nord de l'entrada de la Badia de Tampa. Allà van veure habitatges situats en monticles de terra, signes de cultura (i riquesa), aliments i aigua. Els nadius eren membres dels tocobaga. Els espanyols van ancorar i es va disposar a baixar a terra. Narváez va desembarcar amb 300 homes prop del riu de las Palmas, en el que actualment es coneix com el Jungle Prada Site, a l'actual Sant Petersburg.
L'auditor Alonso Enríquez va ser un dels primers a desembarcar, sent l'encarregat d'intercanviar articles amb la gent del poblat més proper. Informà a Narváez que, tot i que no hi havia gaires riqueses, els habitants semblaven pacífics. Aquella nit els indis van abandonar les seves cases i l'endemà, quan van arribar més homes, es trobaren el poblat buit. Allà hi trobaren petites peces d'or. Narváez va ordenar a la resta de la companyia desembarcar i establir-hi un campament.
L'endemà, els funcionaris reials van iniciar el ritual per reclamar formalment les terres en nom de la Corona Espanyola i declarant a Narváez com a governador de la Florida. Van llegir en castellà el requerimiento, en què s'informava als indígenes que havien de reconèixer l'autoritat del Papa, quedant com a súbdits cristians lliures. Tota negativa o endarreriment a l'hora d'acceptar aquestes demandes suposaven la guerra immediata. L'expedició va ignorar les súpliques i posteriors amenaces fetes per un grup de natius l'endemà.
Després d'explorar pels voltants, Narváez i altres oficials van descobrir la badia de Tampa. De tornada al campament van ordenar a Miruelo pilotar un bergantí a la recerca del gran port que havia parlat. Si no tenia èxit havia de tornar a Cuba, però Narváez mai més va saber res de Miruelo ni de la tripulació.
Mentrestant, Narváez va enviar un altre grup cap a l'interior, on van trobar a un altre poblet, en què els indígenes empraven caixes espanyoles com a taüts. Els castellans els destruïren i a dins hi trobaren una mica de menjar i or. Els indis els informaren que més cap al nord, a Apalachee hi havia or. En tornar al campament base, els castellans van iniciar els plans per dirigir-se cap al nord.

## Narváez divideix les forces per terra i mar
L'1 de maig de 1528 Narváez va decidir dividir la força en dos grups, un de terrestre i un de marítim. Pensava que l'exèrcit de 300 homes marxés per terra cap al nord, mentre les naus, amb els altres 100 homes que formaven l'expedició, navegarien per la costa fins a reunir-se tots plegats. Creia que la l'entrada a la badia de Tampa estava a poca distància cap al nord. Cabeza de Vaca no estava d'acord amb aquest pla, però es trobava en minoria respecte al conjunt d'oficials. Narváez volia que Cabeza de Vaca dirigís l'expedició marítima, però s'hi va negar per una qüestió d'honor, ja que Narváez havia donat a entendre que era un covard.
Els homes van caminar quasi fins a la inanició durant dues setmanes fins a arribar a un poble al nord del riu Withlacoochee. Allà van esclavitzar als natius i durant tres dies es van alimentar dels seus camps de blat de moro. Van enviar dos grups exploratoris aigües avall a banda i banda del riu a la recerca dels vaixells. Sense cap notícia dels vaixells, Narváez va ordenar al grup seguir cap al nord, cap a Apalachee.
Diversos anys després Cabeza de Vaca va saber què havia passant amb els vaixells. Miruelo havia tornat a la badia de Tampa a bord del bergantí i es va trobar que els altres vaixells havien marxat. Llavors va navegar fins a l'Havana per recollir el cinquè vaixell i tornar a la badia de Tampa. Mentrestant les altres tres naus van dirigir-se cap al nord a la recerca del grup terrestre, però en no trobar-lo van tornar cap a la badia de Tampa. Allà es reuniren tots els vaixells i durant gairebé un any van estar buscant-los fins que van decidir fer mitja volta i dirigir-se a Mèxic. Juan Ortiz, membre del grup naval, va ser capturat pels Tocobaga, sent esclavitzat per ells i vivint a Uzita durant gairebé dotze anys, fins a ser rescatat per l'expedició d'Hernando de Soto.

## Els timucua
Pels informes dels exploradors els timucua tenien coneixement de la presència d'un grup d'espanyols pel seu territori. El 17 de juny es van trobar tots. Mitjançant gestos Narváez va comunicar al seu cap, Dulchanchellin, que es dirigien a Apalache. Dulchanchellin quedà complagut per aquest fet, ja que els apalachee eren enemics seus.
Després d'un intercanvi de regals, l'expedició va seguir-los per territori Timucua fins al riu Suwannee. En creuar-lo, un oficial anomenat Juan Velázquez va caure-hi amb el seu cavall, morint ambdós ofegats. El grup, famolenc, va cuinar i menjar-se el cavall aquella nit.
L'endemà els castellans van arribar al poblat timucua, on el cap els va aprovisionar amb blat de moro. L'endemà els castellans es van trobar amb què els nadius havien abandonat el poblat. Van sortir en direcció Apalache. Aviat foren perseguits per nadius hostils, però Narváez els parà un parany, capturant-ne tres o quatre, que foren utilitzats com a guies. Els castellans no van tenir més contacte amb els timucua.

## Els apalachee
El 25 de juny de 1528 l'expedició va entrar en territori Apalachee. Allà es van trobar amb una comunitat de quaranta cases que es pensaren era la capital, però en realitat era un petit poble perifèric d'una cultura molt més gran. Els castellans els van atacar, van agafar diversos ostatges, incloent-hi el cacic i van ocupar el poble. Tot i que allà no hi havia l'or i riqueses que Narváez estava esperant, tenien molt blat de moro.
Poc després els apalachees van contraatacar amb uns 200 guerrers, que emprant fletxes ardents van calar foc a les cases dels invasors castellans. Els indis es van replegar ràpidament, perdent sols un home. L'endemà 200 indis tornaren a atacar, equipats amb grans arcs, atacant des del costat oposat de la localitat. Novament es dispersaren ràpidament, perdent un sol home:
Després d'aquests atacs directes, els Apalachee van passar a fer atacs ràpids en tornar els castellans a posar-se en ruta. Els indis podien disparar els arcs cinc o sis vegades, mentre els castellans carregaven una ballesta o arcabús, i després s'esmunyien pels boscs. Assetjaren als castellans de manera continuada durant les següents tres setmanes, emprant tàctiques de guerrilla. Durant aquest temps, Narváez va enviar tres missions d'exploració a la recerca de ciutats més grans o riques, però totes van tornar amb males notícies. Frustrat per la desgràcia i la mala salut, Narváez va ordenar anar cap al sud. Els captius apalachee i timucua van dir-li que els aute tenien una gran quantitat d'aliments. Aquest era un poble que estava més a prop del mar, però per arribar-hi calia creuar un gran pantà.

## Els aute
Durant els primers dies als afores del poble, els castellans no foren atacats, però estant un dia a l'interior del pantà, amb l'aigua fins al pit, els apalachee els van atacar amb una pluja de fletxes. Estaven gairebé indefensos, puix no podien emprar els seus cavalls, ni recarregar ràpidament les armes pesants, i a més anaven vestits amb una pesada armadura. Durant les següents dues setmanes els castellans es van obrir pas en la difícil travessia del pantà, de tant en tant sota l'atac dels apalachee.
Quan els castellans van arribar a aute es van trobar el poble abandonat i cremat. Amb tot, allà poden recollir suficient blat de moro, mongetes i carabassa per alimentar un grup ple d'homes famolencs, ferits i malalts. Dos dies després, Narváez va enviar Cabeza de Vaca per buscar una sortida al mar. No va trobar el mar, però després d'un dia de marxa seguint els rius Wakulla i St. Marks, es va trobar amb aigües poc profundes, salada plena d'ostres. Dos dies més d'exploració no van donar resultats millors, i els homes van tornar per explicar la notícia de Narváez.
Narváez va decidir anar als bancs d'ostres pel menjar. Amb molts dels cavalls arrossegant malalts i ferits, els castellans es van adonar que estaven lluitant per la supervivència. Alguns van considerar practicar el canibalisme per sobreviure. Durant la marxa, alguns cavallers van parlar sobre el robar els cavalls i fugir del grup. Tot i que Narváez estava massa malalt per prendre mesures, Cabeza de Vaca es va assabentar del pla i els va convèncer per quedar-se.

## Badia dels Cavalls
Després d'uns dies atrapats prop d'aigües poc profundes, se'ls va ocórrer forjar les armes i armadures per fabricar eines per construir nous vaixells, una acció que van començar el 4 d'agost de 1528.
Van construir una farga, emprant pells de cérvol per les manxes. Van tallar arbres per fer-ne carbó pel funcionament de la farga, de la qual van sortir martells, serres, destrals i claus. Calafataren amb resina de pi i les fulles de margalló foren emprades com estopa. Les veles sortiren de les camises dels expedicionaris. De tant en tant assaltaven el poble aute, d'on robaren 640 bushels de blat de moro per alimentar-se durant la construcció. Patiren diversos atacs dels indis que provocaren deu baixes.
A poc a poc anaren matant els cavalls per menjar-se'ls i per aprofitar-ne tot això possible. Van anomenar la badia on estaven la badia dels cavalls en record d'aquest sacrifici.
El 20 de setembre van acabar la construcció de cinc vaixells d'entre 30 i 40 peus de llarg, poc calat, amb veles i rems, hàbils per dur una cinquantena d'homes cadascun. Dos dies després, el 22 de setembre, en feren a la mar els 242 homes que havien sobreviscut a la malaltia, fam i atacs dels pobles que pretenien conquerir.

## Sud de Texas i arribada a Mèxic
Les tempestes, la set i la fam havien reduït l'expedició a uns 80 supervivents quan un huracà va enviar a Cabeza de Vaca i els seus companys a la riba occidental d'una illa de la costa de l'actual Texas. Els historiadors creuen que tocà terra a l'actual Galveston. A aquesta illa els exploradors la van anomenar Malhado ("Desgràcia"), o l'Illa de la Perdició.
Van intentar reparar les embarcacions emprant la roba per tapar els forats, però una gran onada les va acabar destruint. Ràpidament el nombre de supervivents es va anar reduint, sent esclavitzats durant alguns anys per diverses tribus de la costa nord del Golf, com ara els Hans, els Capoques, els Karankawa i els Coahuiltecs. Només quatre homes, Cabeza de Vaca, Andrés Dorantes de Carranza, Alonso del Castillo Maldonado i un esclau amazic anomenat Estebanico van sobreviure i escapar per arribar a la ciutat de Mèxic, des d'on iniciaren el viatge de tornada a Europa el 1537.
Viatjant en aquest petit grup Cabeza de Vaca explorà el que avui és Texas, fins al nord-est de Mèxic, als estats de Tamaulipas, Nuevo León i Coahuila, i possiblement petits sectors de Nou Mèxic i Arizona. Posteriorment continuaren a través de Coahuila i Nova Biscaia fins a la costa del golf de Califòrnia, en el que avui és Sinaloa, en un trajecte que durà vuit anys. Ells van viure en unes condicions de pobresa extrema i fins i tot d'esclavitud. Durant les seves aventures, passant de tribu en tribu, Cabeza de Vaca desenvolupà simpaties per la població indígena. Es va convertir en un comerciant, cosa que li va permetre la llibertat de viatjar entre les tribus.
El juliol de 1536, prop de Culiacán, a l'actual Sinaloa, els supervivents es trobaren amb una expedició esclavista espanyola. Com Cabeza de Vaca va escriure més tard, els seus compatriotes estaven "atònits davant la visió de mi, estranyament vestit i en companyia dels indis. Ells es van quedar mirant fixament durant molt de temps".